# Таксила
Таксила або Такшашила (санскр. तक्षशिला Taksha-çilâ — скеля Такші) — столиця стародавнього індійського народу гандхарів, що знаходилася у Пенджабу, за три дні шляху на схід від Інда. Там розташовувалася резиденція царя Гандхари Такші, від якого, можливо, місто отримало своє ім'я. Засновник індійської археології Александр Каннінгем знайшов його залишки у Сах-дхарі (Sahh-dharî), на відстані однієї милі на північний схід від Калакісараі (Kala-kosârâî).

## Історія

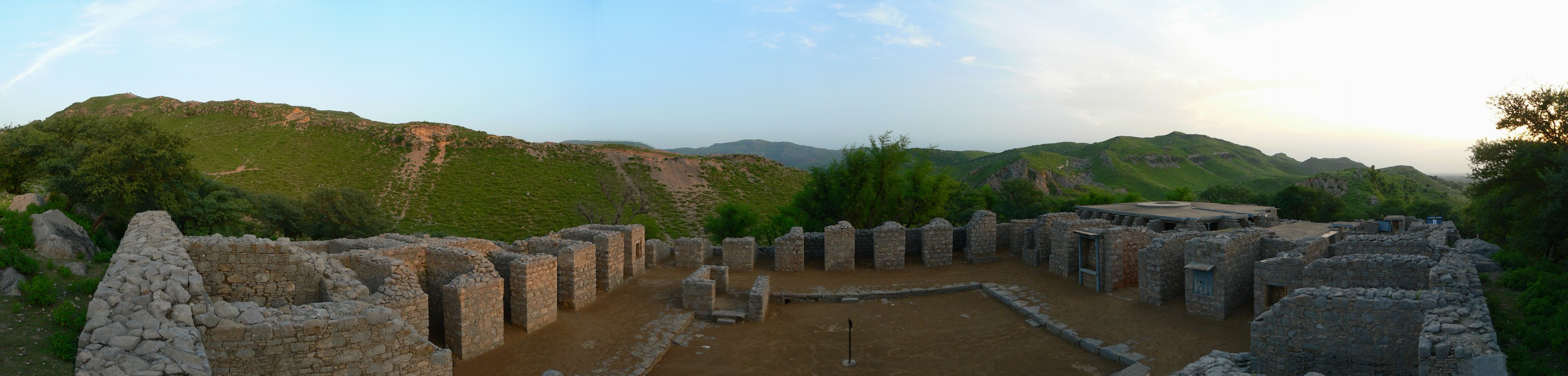
Руїни ранньобуддійського монастиря біля Таксили.

Місто виникло на перетині трьох найбільших торговельних шляхів. У «Рамаяні» засновником Таксилали вказано Бхарата, молодший брат Рами, а названо на честь його сина Такші. Вважається, що у Таксилі на великому святі зміїного жертвопринесення була вперше виконана «Махабхарата». У Птолемея та інших класичних письменників він іменується Таксила, а сам цар — Таксилою. Арріан описує Такшашилу як велике та багате місто, найнаселеніше серед усіх міст між Індом та Гидаспом. У буддійській літературі (Фасянь, Сюаньцзан) Таксила згадується як великий університетський центр, у якому навчалися і викладали видатні буддійські мислителі. Тут були виявлені одні з найбільш ранніх зображень Будди.
Таксила була, мабуть, столицею найсхіднішої сатрапії Імперії Ахеменідів. Під час походу Александра Македонського в Індію цар гандхарів, давно ворогував з сусіднім індійським царем Пором, вступив з греками в союз і впустив їх до Такшашилу, де вони, зокрема, вперше побачили індійського аскета, вчення та аскетичні вправи якого здивували їх. У вирішальній битві союзних військ Александра і царя Гандхари з полчищами Пора, яка відбулась на берегах Вітасти-Гидаспа, цар Такшашили взяв особисту участь і ледь не був заколотий списом Пора, коли під'їхав до нього, вимагаючи, щоб він здався.
З 175 року до нашої ери місто перебувало у межах індо-грецького царства, яке проіснувало до 10 р. н. е.
В імперії Чандрагупти Таксила була столицею провінції. У Бактрійський та парфянський період поблизу Таксилали виросло нове місто — Сіркап, забудоване за регулярним планом, у якому лавки перемежовувалися зі ступами; місто набуло елліністичного вигляду. Вважається, що у I столітті нашої ери у Сіркапі-Таксилі проїздом бували піфагорійський мудрець Аполлоній Тіанський та апостол Фома. Описуючи життя Аполлонія, його учень Філострат порівняв Таксилу за розміром з Ніневією.
Кушанський цар Канішка заснував третє місто — Сірсух (археологам поки не вдалося його вивчити внаслідок протидії власників ділянки). Багато знахідок сасанідських монет Шапура II свідчать про те, що Таксила входила до його імперії. Місто було зруйноване полчищами білих гуннів у V столітті нашої ери. Незадовго до зруйнування його відвідав китайський чернець Фасянь; Сюаньцзан застав Таксилу вже у руїнах.